# Kathedralbasilika St. Dunstan

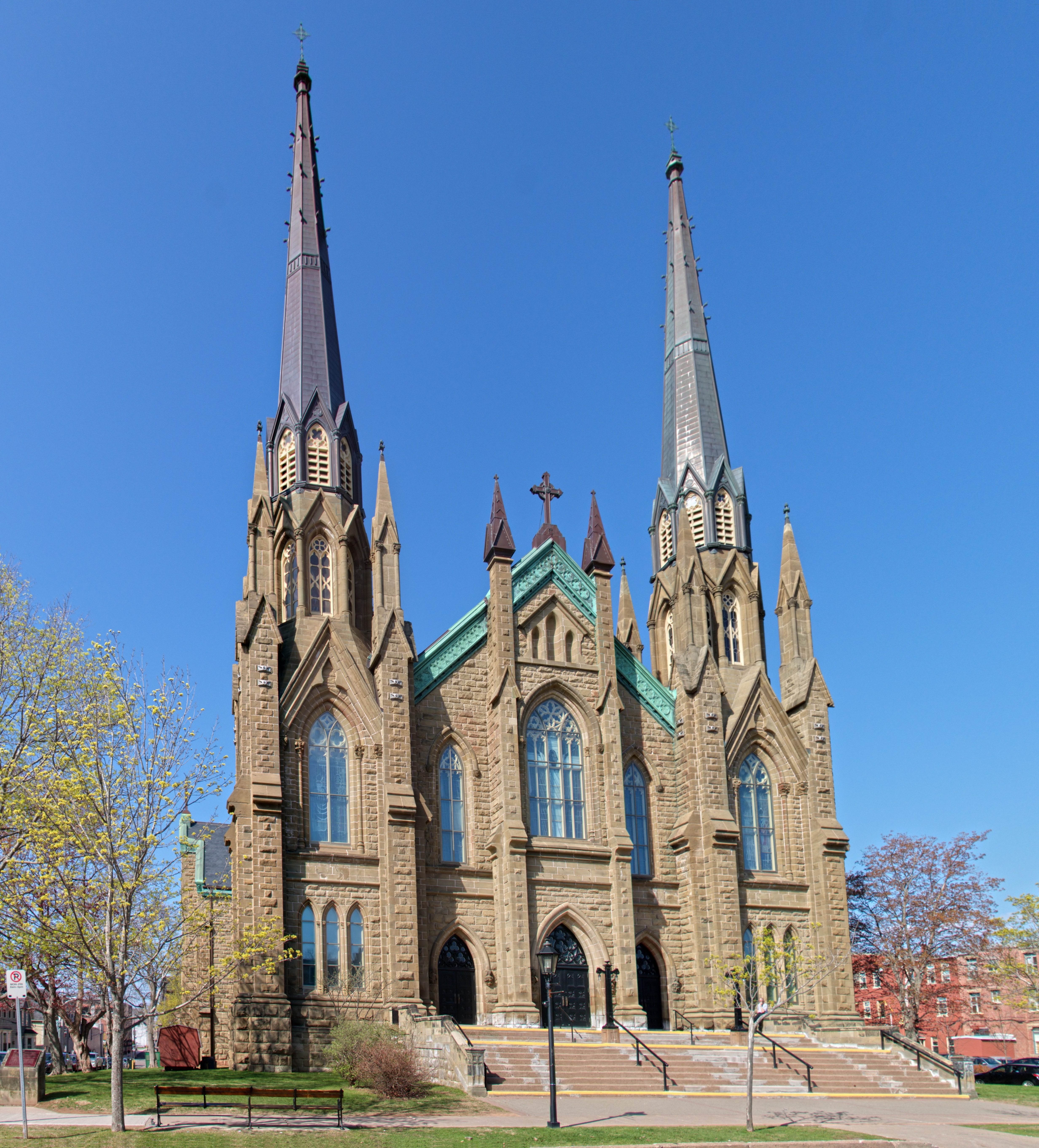
Fassade von St. Dunstan

Innenraum-Panorama

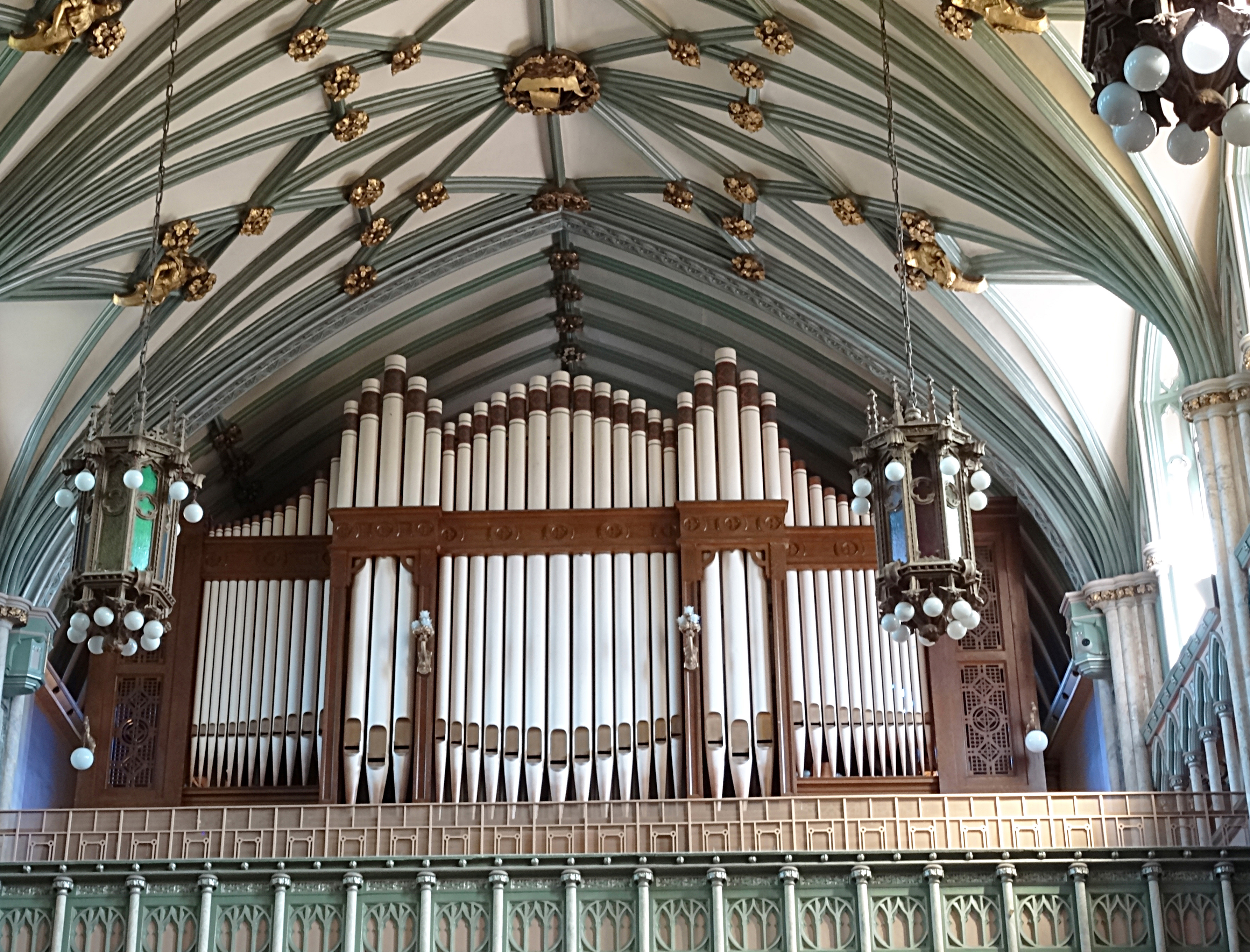
Prospekt der Casavant-Orgel von 1923

Die Kathedralbasilika St. Dunstan (englisch Cathedral Basilica of St. Dunstan) ist eine römisch-katholische Kirche in Charlottetown auf Prince Edward Island, Kanada. Die Kathedrale des Bistums Charlottetown ist Dunstan von Canterbury gewidmet und hat den Rang einer Basilica minor.

## Geschichte
Die ersten Missionare kamen 1721 zu den katholischen Siedler aus Frankreich auf die Insel. Die Siedler wurden von den Engländern während des Siebenjährigen Krieges 1758 deportiert, die einfache Kirche bei Charlottetown zerstört. 1772 kamen katholische Religionsflüchtlinge aus Schottland auf die Insel. Sie wurden ab 1790 durch Aeneas Bernard MacEachern betreut, der 1829 zum ersten Bischof der Diözese Charlottetown ernannt wurde. Die 1816 errichtete Holzkirche wurde zur Kathedrale St. Dunstan erhoben. 1843 wurde sie durch eine größere Holzkirche ersetzt.
1886 setzte sich die Gemeinde für den Bau einer bedeutenderen Kirche ein. Der Montrealer Architekt Francois-Xavier Berlinguet wurde engagiert und entwarf eine neugotische Steinkirche. Der Bau begann mit der Grundsteinlegung 1896 und wurde 1907 fertiggestellt. Bereits 1913 wurde die Kathedrale aber durch ein Feuer zerstört. Der mit einigen Änderungen versehene Wiederaufbau der heutigen Kathedrale erfolgte von 1916 bis 1919 unter dem Architekten John Marshall Hunter. 1929 erhielt die Kathedrale zusätzlich durch Papst Pius XI. den Titel einer Basilica minor verliehen, 100 Jahre nach der Bistumsgründung. Die Kathedralbasilika wurde 1979 von der Stadt Charlottetown als Kulturerbe eingestuft und 1990 zur National Historic Site of Canada erklärt. In den 1980er Jahren fanden zuvor umfangreiche Renovierungen statt.

## Bauwerk
Die Basilika ist die vierte Kirche, die an dieser Stelle gebaut wurde. Mit ihren 61 Meter hohen Türmen bestimmt sie als ein sehr sichtbares Wahrzeichen die Ansicht Charlottetowns. Die neugotische Kirche in französischer Tradition und viktorianischer Ausprägung wurde in der Bauform einer dreischiffigen Basilika auf einem kreuzförmigen Grundriss entworfen. Die Hauptfassade mit ihren außen stehenden Kirchtürmen erhebt sich über einer breiten Treppe. Drei Portale führen durch den Narthex in das kurze Langhaus der hochragenden, reich dekorierten Kirche. Die Deckengewölbe wurden von Godio of Paris gestaltet. Der Chorraum nach dem Querschiff mit hohem Dachreiter wird durch ein Rosettenfenster beleuchtet.